# جوني كالديرون
جوني كالديرون (بالإسبانية: Johnny Calderón)‏ (26 يوليو 1983 بلا سيبا في هندوراس - ) هو مدرب كرة قدم ولاعب كرة قدم هندوراسي في مركز الوسط. شارك مع منتخب هندوراس لكرة القدم. أما مع النوادي، فقد لعب مع ريال إسبانيا ونادي ديبورتيفو أوليمبيا ونادي بيدا.

## وصلات خارجية
- جوني كالديرون على موقع قاعدة بيانات كرة القدم.إي يو (الإنجليزية)
- جوني كالديرون على موقع ناشيونال فوتبول تيمز (الإنجليزية)